# Kakyoin Square
Le Kakyoin Square (花京院スクエア)) est un gratte-ciel construit à Sendai de 1997 à  1999 dans le nord du Japon. Il mesure 106 mètres de hauteur.
La surface de plancher de l'immeuble est de 40 712 m2.
L'immeuble a été conçu par la société Mitsubishi Estate Co..